# Dorothy Christy
Dorothy Christy, född som Dorothea J. Seltzer 26 maj 1906 i Reading, Pennsylvania, död 21 maj 1977 i Santa Monica, var en amerikansk skådespelare. Under sin skådespelarkarriär spelade hon mot bland annat Buster Keaton och Bröderna Marx. En av hennes mest minnesvärda roller var den som Halvans fru Betty Laurel i Helan och Halvan-filmen Följ med oss till Honolulu från 1933.